# 孫仲旭
孫仲旭（1973年—2014年8月28日），中國翻譯家。

## 生平
郑州大学外文系畢業後任職于广州某航运公司，业余从事文学翻译，譯有乔治·奥威尔、J·D·塞林格、瑞蒙·卡佛、伊恩·麦克尤恩、湯姆·斯托帕德、理查德·耶茨等英美作家的作品三十余部。
2014年8月28日，因憂鬱症在廣州自殺去世。

## 譯作

### 乔治·奥威尔作品
- 《動物農場》
- 《一九八四》
- 《上來透口氣》
- 《巴黎倫敦落魄記》

### 理查德·耶茨作品
- 《復活節遊行》
- 《戀愛中的騙子》

### 汤姆·斯托帕德作品
- 《烏托邦彼岸》
- 《戲謔》（合譯）

### 其他作家作品
- 乔治·格罗史密斯、威登·格罗史密斯《小人物日記》
- E. B. 怀特《从街角数起的第二棵树》
- J. D. 塞林格《麥田裡的守望者》
- 雪莉·杰克逊《摸彩》
- V. S. 奈保爾《作家看人》（又名《看，這個世界》）
- 西尔维亚·普拉斯《约翰尼·派尼克与梦经》
- 伍迪·艾伦《门萨的娼妓》
- 雷蒙德·卡佛《火》
- 伊恩·麦克尤恩《夢想家彼得》
- 林·拉德纳《有人喜歡冷冰冰》
- 约翰·麦克纳尔蒂《第三大道的這間酒館》
- 麦卡利斯特《甜蜜的悲傷》
- 詹姆斯·瑟伯《白日做夢有理》
- 艾拉·雷文《複製嬌妻》
- 斯蒂文·米尔豪瑟《飛刀表演者》

### 童書
- 玛格丽特·亨利（著）、威斯利·丹尼斯（圖）《辛可提島的迷霧》

### 作家傳記
- 保羅·亞歷山大《塞林格傳》
- 杰弗里·迈耶斯《奧威爾傳》

### 流行樂
- 菲尔·德里奥《激情歲月》
- （加）普利查德、（加）莱萨特《見證披頭士》